# Donacia polita
Donacia polita es una especie de insecto coleóptero de la familia Chrysomelidae.
Fue descrita científicamente en 1818 por Kunze.